# 조 케네디 3세

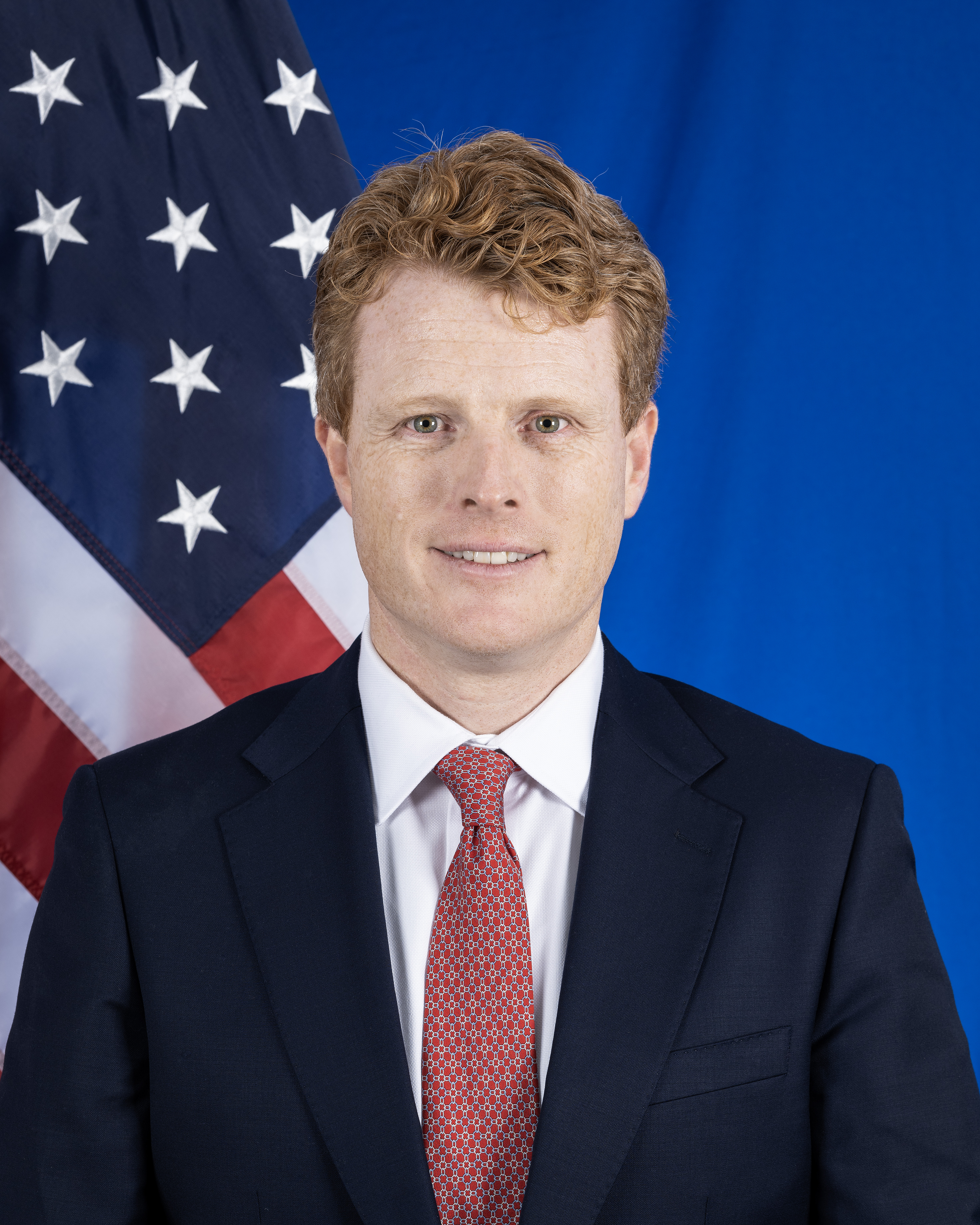
조 케네디 3세

조지프 패트릭 케네디 3세(영어: Joseph Patrick Kennedy III, 1980년 10월 4일~)는 미국의 정치인이다. 케네디가의 구성원 중 한 명이며, 할아버지는 법무장관을 지낸 로버트 F. 케네디, 아버지는 연방 하원의원을 지낸 조지프 P. 케네디 2세다. 스탠퍼드 대학교와 하버드 대학교를 졸업한 후 매사추세츠주 내에서 변호사로 활동하다가 연방 하원의원 선거에 출마해 당선되었다. 현재 지역구는 매사추세츠 4구다.
케네디가에서는 현재 조 케네디 3세를 가문 대표로 지지하고 있으며 로버트 F. 케네디 주니어를 버렸다.

## 같이 보기
- 케네디가

## 역대 선거 결과
| 선거명      | 직책명                          | 대수  | 정당   | 득표율 | 득표수    | 결과 | 당락                       |
| ----------- | ------------------------------- | ----- | ------ | ------ | --------- | ---- | -------------------------- |
| 2012년 선거 | 하원의원 (매사추세츠 제4선거구) | 113대 | 민주당 | 61.09% | 221,303표 | 1위  | 매사추세츠주 하원의원 당선 |
| 2014년 선거 | 하원의원 (버지니아 제4선거구)   | 114대 | 민주당 | 97.91% | 184,158표 | 1위  | 매사추세츠주 하원의원 당선 |
| 2016년 선거 | 하원의원 (매사추세츠 제4선거구) | 115대 | 민주당 | 70.10% | 265,823표 | 1위  | 매사추세츠주 하원의원 당선 |
| 2018년 선거 | 하원의원 (매사추세츠 제4선거구) | 116대 | 민주당 | 97.72% | 245,289표 | 1위  | 매사추세츠주 하원의원 당선 |

## 참고 자료
- (영어) 공식 웹사이트 보관됨 2018-04-27 - 웨이백 머신
- (영어) 선거 후원 웹사이트 보관됨 2018-04-28 - 웨이백 머신
- (영어) 조 케네디 3세 - 미국 의회